# Robert Brazile
Robert Lorenzo Brazile, Jr. (* 7. Februar 1953 in Mobile, Alabama), Spitzname: Mr. Versatile oder Dr. Doom, ist ein ehemaliger US-amerikanischer American-Football-Spieler. Er spielte als Linebacker in der National Football League (NFL) bei den Houston Oilers. Für seine Leistungen in Houston wurde er am 3. Februar 2018 in die Pro Football Hall of Fame gewählt und am 4. August 2018 feierlich als neues Mitglied aufgenommen.

## Spielerlaufbahn

### Collegekarriere
Robert Brazile besuchte in seiner Geburtsstadt die High School, wo er als Tight End Football spielte. 1971 wurde er nach dem High-School-All-Star-Game von Alabama zum Most Valuable Player (MVP) des Spiels gewählt. Ab 1971 studierte er an der Jackson State University, wo er zusammen mit Runningback Walter Payton und Offensive Tackle Jackie Slater für die Jackson State Tigers Football spielte. Brazile war zunächst als Tight End aufgestellt, wechselte aber im zweiten Studienjahr auf die Position eines Linebackers. In den Jahren 1972 und 1973 gewann er mit seiner Mannschaft die Meisterschaft in der Southwestern Athletic Conference (SWAC). 1974 erzielte er mit neun Interceptions den Ligarekord. Er wurde in die Auswahl der SWAC und zum All American gewählt. Im selben Jahr spielte er unter Head Coach Don McCafferty im Senior Bowl, einem Auswahlspiel der besten nationalen College-Footballspieler.

### Profikarriere
Brazile wurde 1975 durch die Houston Oilers in der ersten Runde an sechster Stelle gedraftet. Bereits in seiner Rookiesaison wurde er von Trainer Bum Philipps als Starter eingesetzt. Aufgrund seiner sportlichen Leistungen wurde er in dieser Saison zum NFL Defensive Rookie of the Year gewählt. Im Jahr 1978 konnte er mit seiner Mannschaft nach zehn Siegen aus 16 Spielen in die Play-offs einziehen. Nach Siegen über die Miami Dolphins und die New England Patriots konnten sich die Oilers für das AFC Championship Game qualifizieren, wo man auf die von Chuck Noll betreuten Pittsburgh Steelers traf. Brazile konnte in dem Endspiel einen Fumble sichern, was allerdings an der deutlichen 34:5-Niederlage seiner Mannschaft nichts änderte. Die Oilers konnten auch im folgenden Jahr in das AFC Championship Game einziehen, wo man erneut auf die Mannschaft aus Pittsburgh traf. Nochmals konnten sich die Steelers durchsetzen und gewannen das Spiel mit 27:13.
Brazile beendete im Jahr 1984 seine Laufbahn. Ihm gelangen während seiner Laufbahn 48 Sacks (inoffizielle Zahl, da Sacks erst ab 1982 durch die NFL erfasst wurden). Mit seinen 1281 erzielten Tackles befindet er sich noch heute auf dem zweiten Platz der Houston Oilers/Tennessee Titans Rekordliste.

## Nach der Laufbahn
Brazile trainierte nach seiner Spielerlaufbahn ein professionelles Minor League Footballteam in Mobile. Nach einer Herzoperation zog er sich vom Footballsport zurück und arbeitet heute als Lehrer.

## Ehrungen
Robert Brazile spielte siebenmal im Pro Bowl, dem Abschlussspiel der besten Spieler einer Saison. Er wurde achtmal zum All-Pro gewählt und ist Mitglied im NFL 1970s All-Decade Team, in der Mississippi Sports Hall of Fame, in der Mobile Sports Hall of Fame, in der Jackson State University Athletics Hall of Fame, in der SWAC Hall of Fame und in der Alabama Sports Hall of Fame sowie in der Senior Bowl Hall of Fame.